# Liliana Blum
Liliana Blum (Durango, 1974) es una narradora latinoamericana conocida por sus textos fuertes, crudos y perturbadores, que exploran la parte más oscura de la naturaleza humana.  Es una de las primeras escritoras mexicanas de su generación cuya obra ha sido traducida al inglés.

## Biografía
Liliana Blum nació en la ciudad de Durango, en 1974. Estudió Literatura Comparada en la Universidad de Kansas y tiene una maestría en Educación, con especialidad en Humanidades, por el Instituto Tecnológico de Estudios Superiores de Monterrey. Es autora de seis novelas y nueve libros de cuentos. 
Sus relatos traducidos al inglés han aparecido en varias revistas literarias, como Eclética, Mislexia, StorySouth, Blackbird y The Dirty Goat. Ha sido becaria del Fondo nacional para la Cultura y las Artes (FONCA) en la categoría Jóvenes Creadores, y también ha tenido la beca del Sistema Nacional de Creadores de Arte (SNCA).
En 2006, su cuento “Kisses in the forehead” ganó el Million Writers Award de storySouth.
The Curse of Eve and Other Stories es el primer libro de Blum que aparece en inglés. Comprende 24 cuentos, y en la mayoría de ellos, la protagonista es mujer.

## Obra

### Novelas
- 'Ráfaga roja (Seix Barral, 2025)
- El extraño caso de Lenny Goleman' '(Planeta Juvenil, 2022)
- Cara de liebre (Seix Barral, 2020)
- El monstruo pentápodo (Tusquets Editores, 2017, Bordes 2019)
- Pandora (Tusquets Editores, 2015, MaxiTusquets, 2020)
- Residuos de espanto (Ficticia Editores 2013)

### Relato
- Un descuido cósmico (Tusquets, 2023)
- Todas hemos perdido algo (Tusquets, 2020)
- Tristeza de los cítricos (Páginas de Espuma, 2019)
- No me pases de largo (Literal Publications, 2013)
- Yo sé cuando expira la leche (IMC Durango, 2011)
- El libro perdido de Heinrich Böll (Editorial Jus, 2008)
- Vidas de catálogo (Fondo Editorial Tierra Adentro, 2007)
- ¿En qué se nos fue la mañana? (Instituto Tamaulipeco para la Cultura y las Artes, 2007)
- La maldición de Eva (Ediciones de Barlovento, 2003)

- The Curse of Eve and Other Stories (Host Publications, 2008), traducido por Toshiya Kamei.[4][5][6]